# Danił Łysienko
Danił Siergiejewicz Łysienko (ros. Данил Сергеевич Лысенко; ur. 19 maja 1997 w Birsku) – rosyjski lekkoatleta specjalizujący się w skoku wzwyż.
W 2013 triumfował na olimpijskim festiwalu młodzieży Europy, a rok później zdobył złoty medal igrzysk olimpijskich młodzieży w Nankinie. Szósty zawodnik juniorskich mistrzostw Europy (2015). Reprezentując autoryzowanych lekkoatletów neutralnych (Authorised Neutral Athletes) zdobył w 2017 srebrny medal mistrzostw świata w Londynie. Rok później został halowym mistrzem świata.
Złoty medalista mistrzostw Rosji.
W sierpniu 2018 został tymczasowo zawieszony za złamanie przepisów antydopingowych (trzykrotny brak stawiennictwa we wskazanym przez siebie miejscu pobytu w okresie 12 miesięcy), w związku z czym utracił status „autoryzowanego lekkoatlety neutralnego”. W toku wyjaśniania sprawy przez AIU został także dodatkowo, wspólnie z czterema pracownikami RusAF i swoim trenerem, oskarżony o złamanie kolejnych przepisów antydopingowych (manipulowanie oraz współudział w fałszowaniu dokumentów i składaniu fałszywych zeznań).

## Osiągnięcia
| Rok  | Impreza                                               | Miejsce    | Lokata     | Wynik | Reprezentacja |
| ---- | ----------------------------------------------------- | ---------- | ---------- | ----- | ------------- |
| 2013 | Olimpijski festiwal młodzieży Europy                  | Utrecht    | 1. miejsce | 2,08  | RUS           |
| 2014 | Kwalifikacje Europy do igrzysk olimpijskich młodzieży | Baku       | 1. miejsce | 2,24  | RUS           |
| 2014 | Mistrzostwa świata juniorów                           | Eugene     | 6. miejsce | 2,22  | RUS           |
| 2014 | Igrzyska olimpijskie młodzieży                        | Nankin     | 1. miejsce | 2,20  | RUS           |
| 2015 | Mistrzostwa Europy juniorów                           | Eskilstuna | 5. miejsce | 2,17  | RUS           |
| 2017 | Mistrzostwa świata                                    | Londyn     | 2. miejsce | 2,32  | ANA           |
| 2018 | Halowe mistrzostwa świata                             | Birmingham | 1. miejsce | 2,36  | ANA           |

## Rekordy życiowe
Stadion
- skok wzwyż – 2,38 m (27 sierpnia 2017, Eberstadt)

Hala
- skok wzwyż – 2,38 m (29 stycznia 2023, Moskwa)